# حلقة ضخمة

يعد إريثروميسين، وهو مضاد حيوي من صنف الماكروليدات، مثالاً على حلقة ضخمة.

يستخدم وصف الحلقة الضخمة في الكيمياء عندما يحوي جزيء أو أيون تكون الذرات فيه على هيئة بنية حلقية كبيرة والتي قد تكون ضمن بنية جزيء ضخم.
من الأمثلة النمطية على الحلقات الضخمة كل من مركبات الإيثرات التاجية ومركبات كاليكسارين وبورفيرين وحلقي الديكسترين. تعد دراسة هذا النوع من المركبات المعقدة فرعاً اختصاصياً متقدماً في الكيمياء.